# Susanne Sörensen
Susanne Sörensen, född 1958, är en svensk författare. Hon debuterade med diktsamlingen Buktal 1988.

## Priser och utmärkelser
- 1991 – Norrlands litteraturpris